# 和様建築

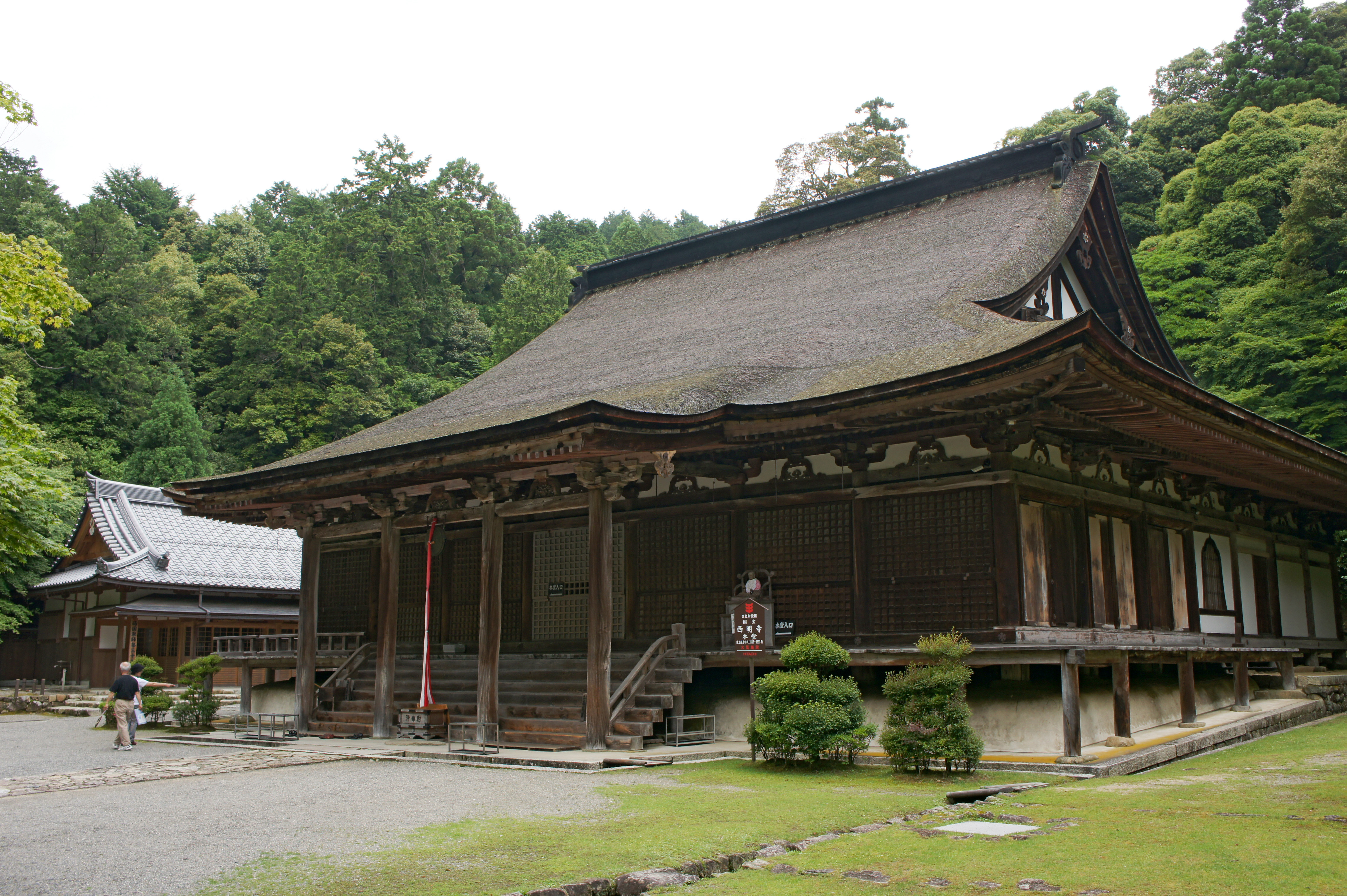
西明寺本堂（滋賀県、国宝） 鎌倉時代初期 側柱を長押で固め、蔀戸を多用した典型的な和様仏堂

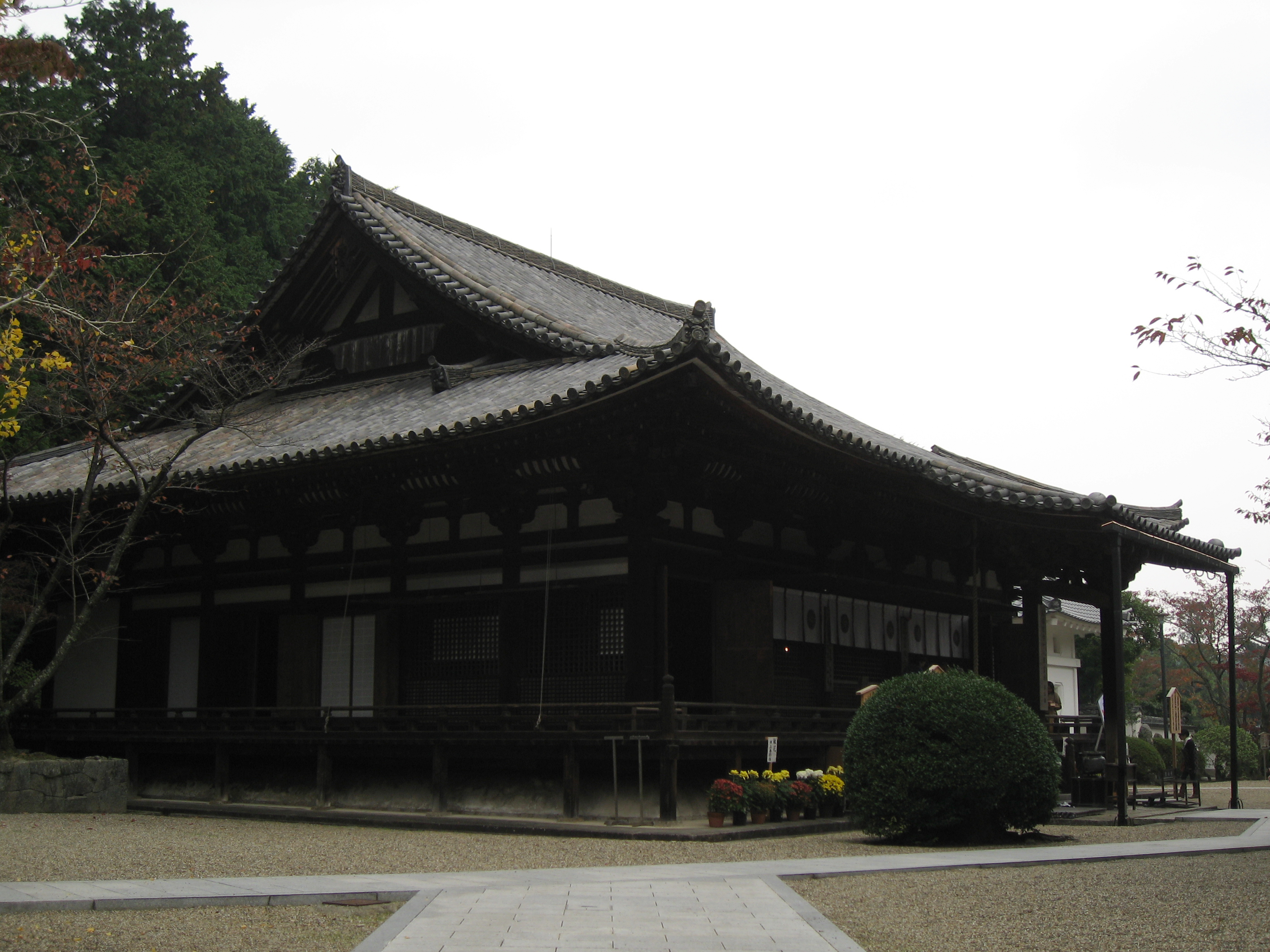
霊山寺（奈良県、国宝）弘安6年（1283年）伝統的な和様を順守した保守的な建築。

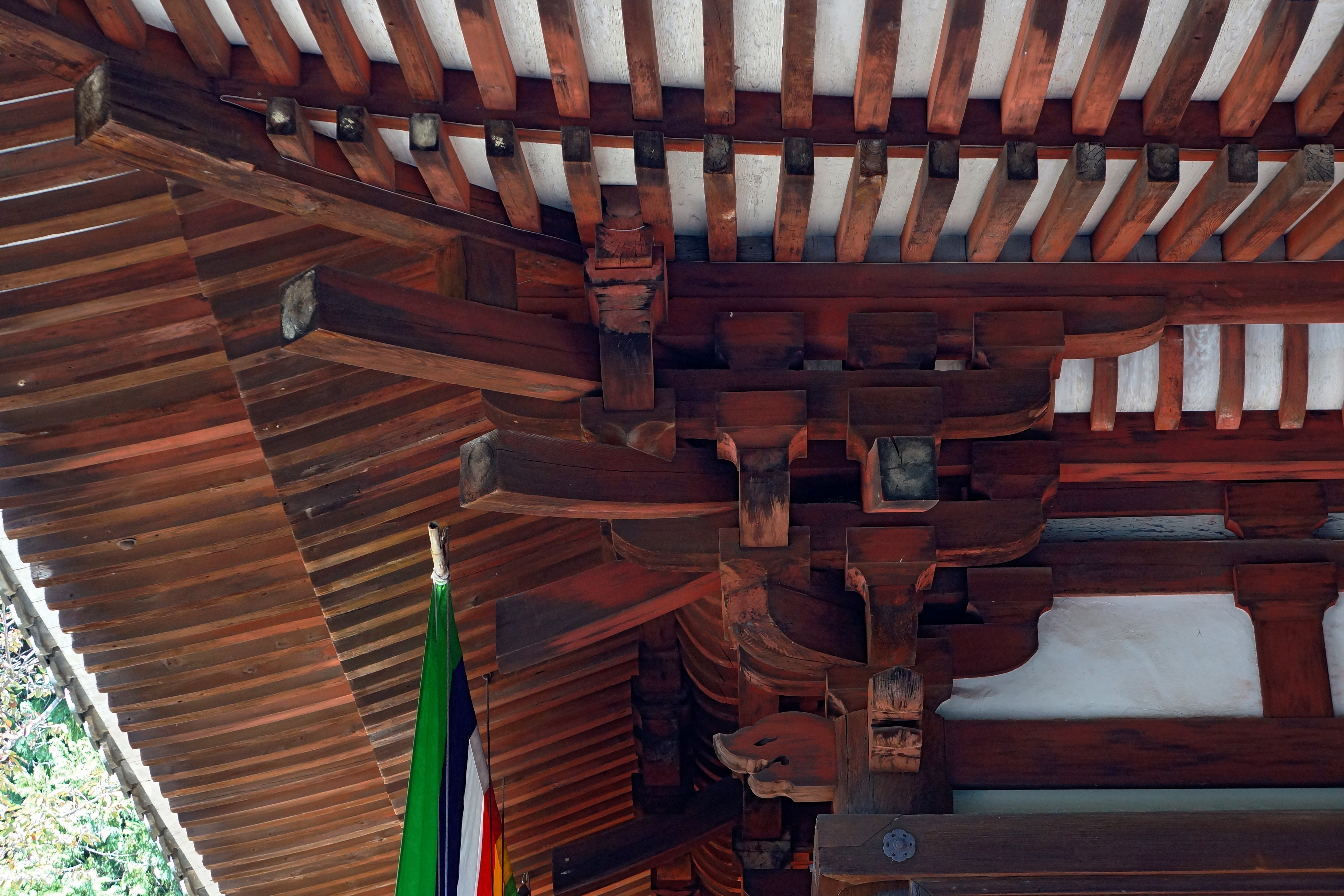
霊山寺本堂の細部 組物は尾垂木付きの二手先とする。頭貫の木鼻には大仏様の要素がみられる

和様建築（わようけんちく）とは、鎌倉時代に中国から伝わった建築様式（大仏様、禅宗様）に対して、それまで日本で寺院建築に用いられてきた寺院建築の様式を指す。単に和様（わよう）とも呼ばれた場合には和様建築のことを指す場合もある。

## 概要
もともと寺院建築の様式は中国から伝わってきたものであるが、平安時代の国風文化の時代に日本人好みに洗練されていった。大寺院では規模の大きな仏堂もあるが、住宅風に柱を細く、天井を低めにした穏やかな空間の仏堂も造られた。鎌倉時代に中国から新たな様式が伝わってくると、従来の様式との違いが意識されるようになり、やがて和様という言葉が生まれた。
中世においては、禅宗寺院では禅宗様、密教寺院には和様（一部に大仏様を取り入れた折衷様）と宗派と建築様式の区分もあったが、近世に入ると様式の折衷化が進み、密教寺院に一部禅宗様の要素が取り入れられることもあった。

## 和様の特徴
- 柱の上部同士を補強するため、長押を打つ
- 組物の間に蟇股（かえるまた)または間斗束(けんとづか)という部材を置く
- 柱は太く、天井を低めにしたものが多い
- 床を張り、縁側を造る
- 床下に亀腹を築く

## 代表的な建造物
- 平等院鳳凰堂
- 室生寺五重塔
- 當麻寺本堂
- 浄瑠璃寺本堂
- 金剛峯寺不動堂
- 延暦寺根本中堂
- 富貴寺大堂
- 興福寺北円堂
- 一乗寺三重塔

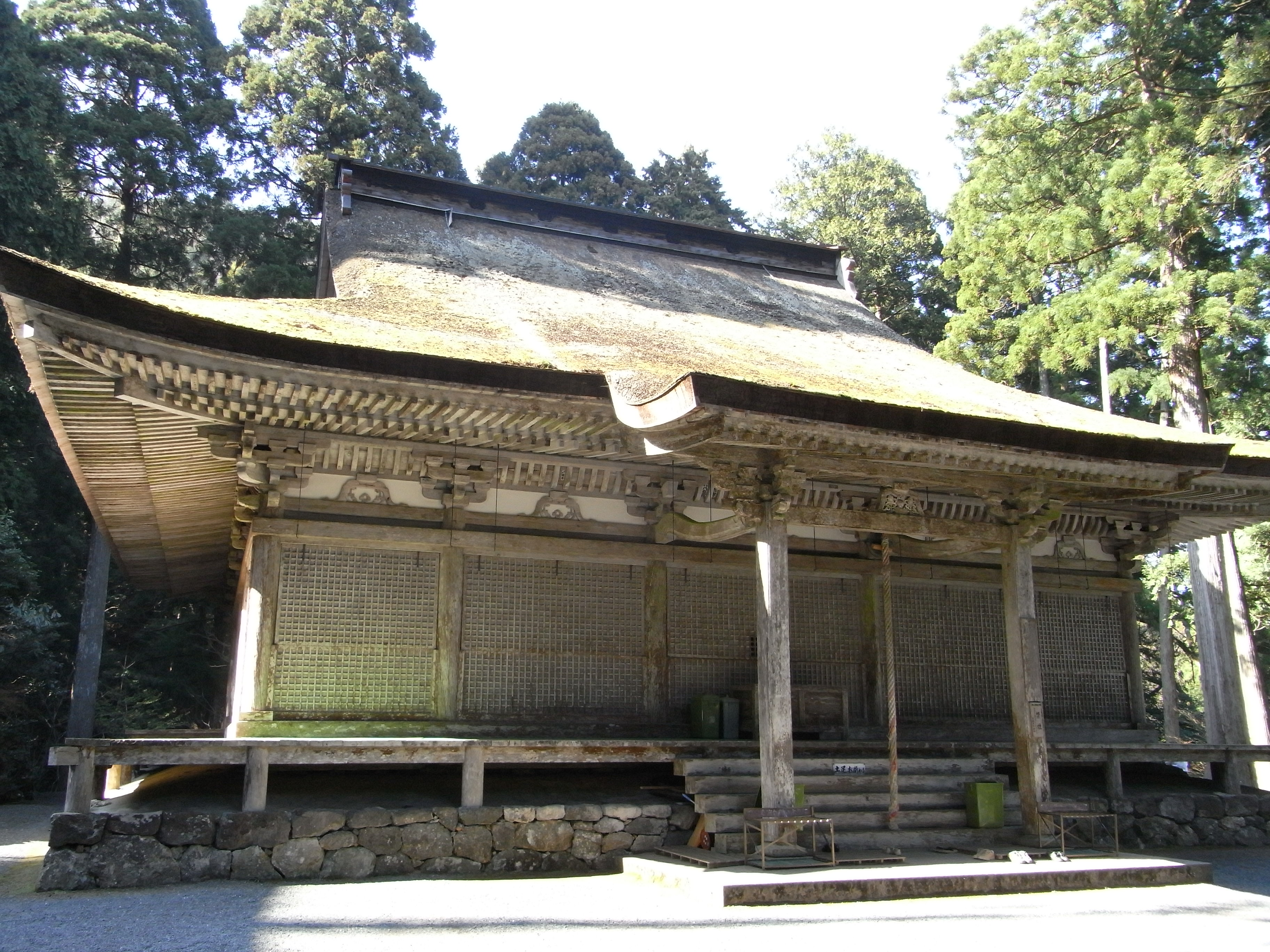
明通寺本堂（福井県、国宝）正嘉2年（1258年） 正面柱間はすべて蔀戸とし、外観は和様だが、内部には禅宗様、大仏様を取り入れた折衷様建築である。
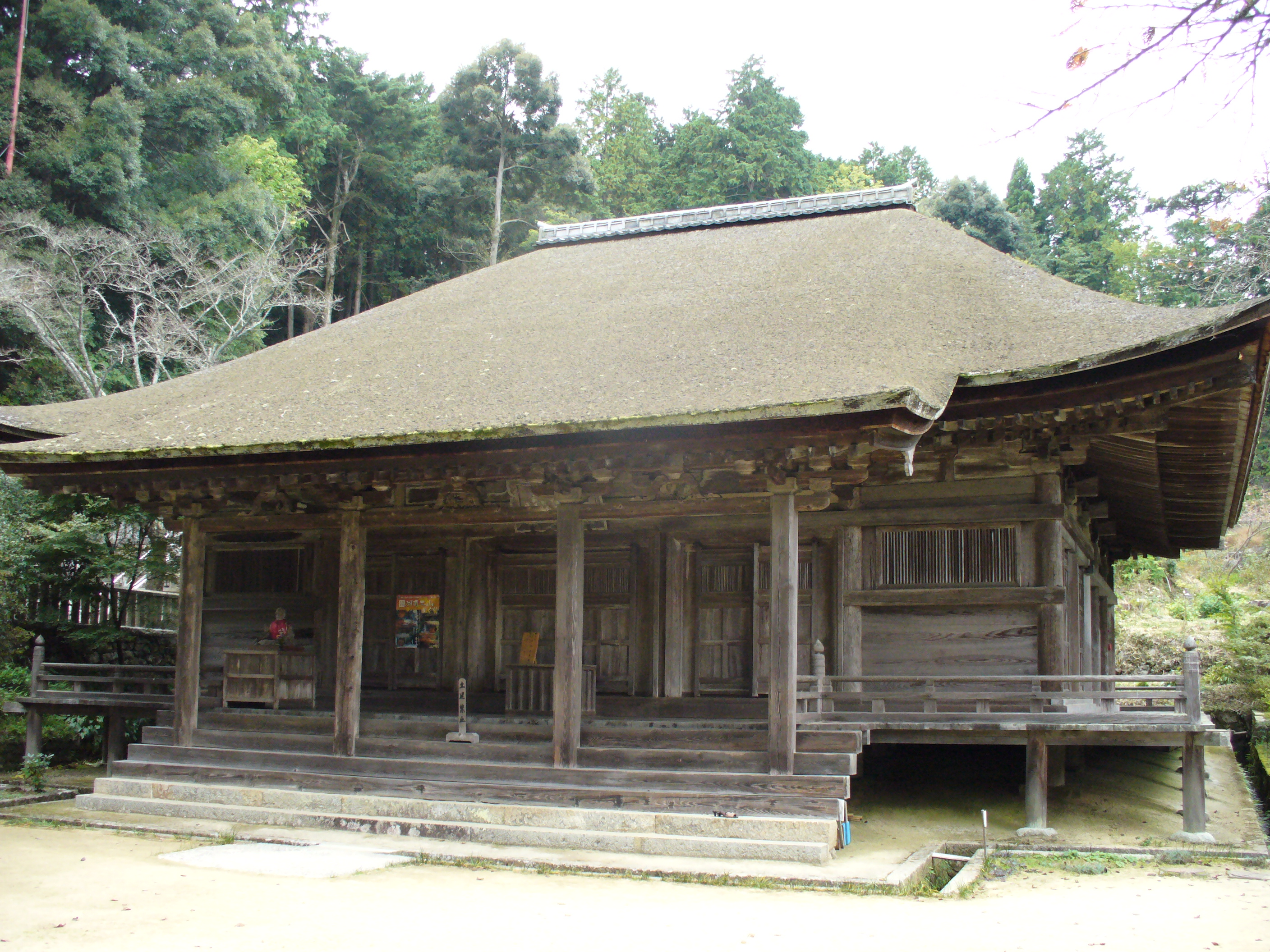
長寿寺本堂（滋賀県、国宝） 平安時代末期ないし鎌倉時代初期
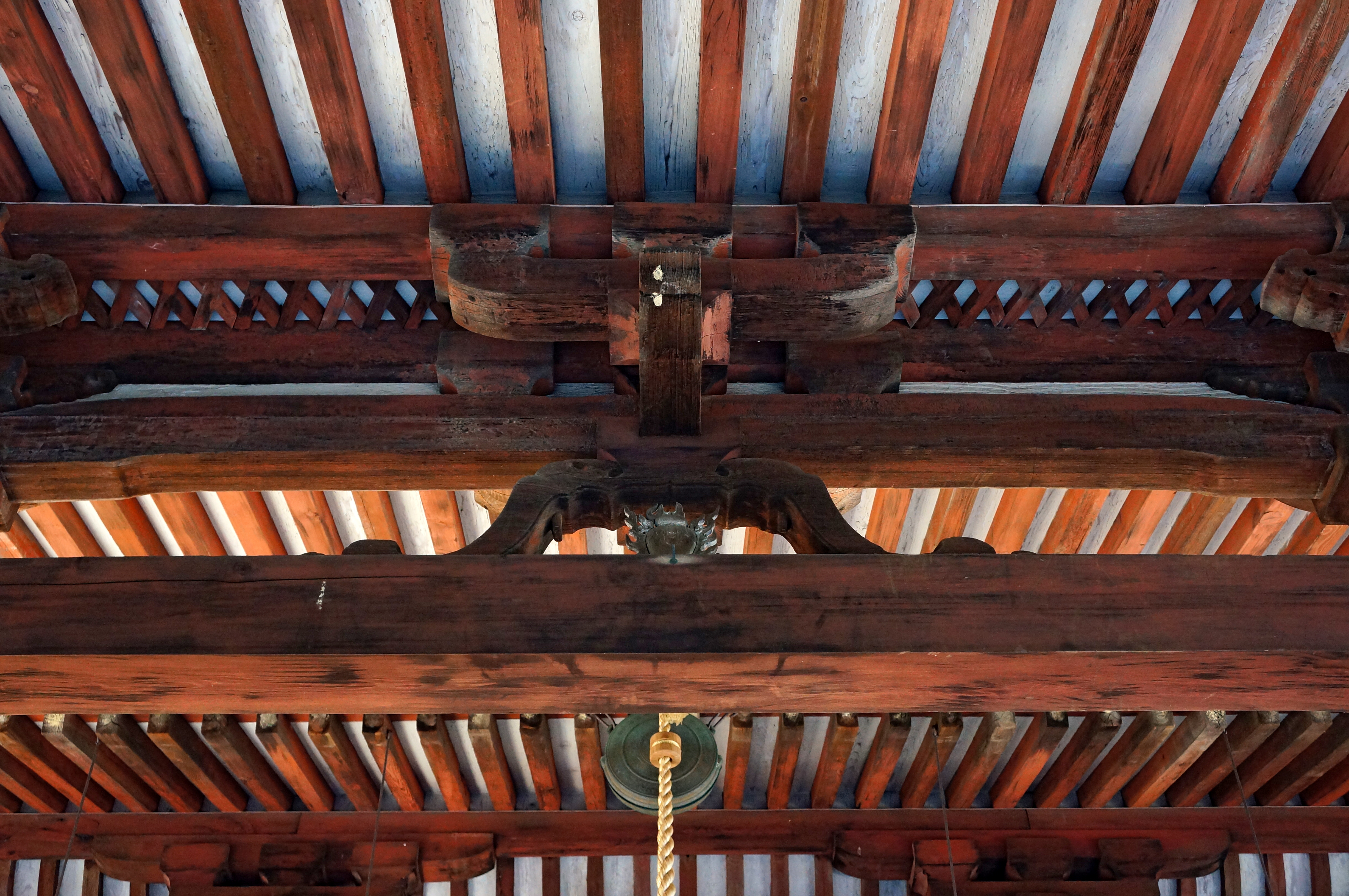
霊山寺本堂の蟇股
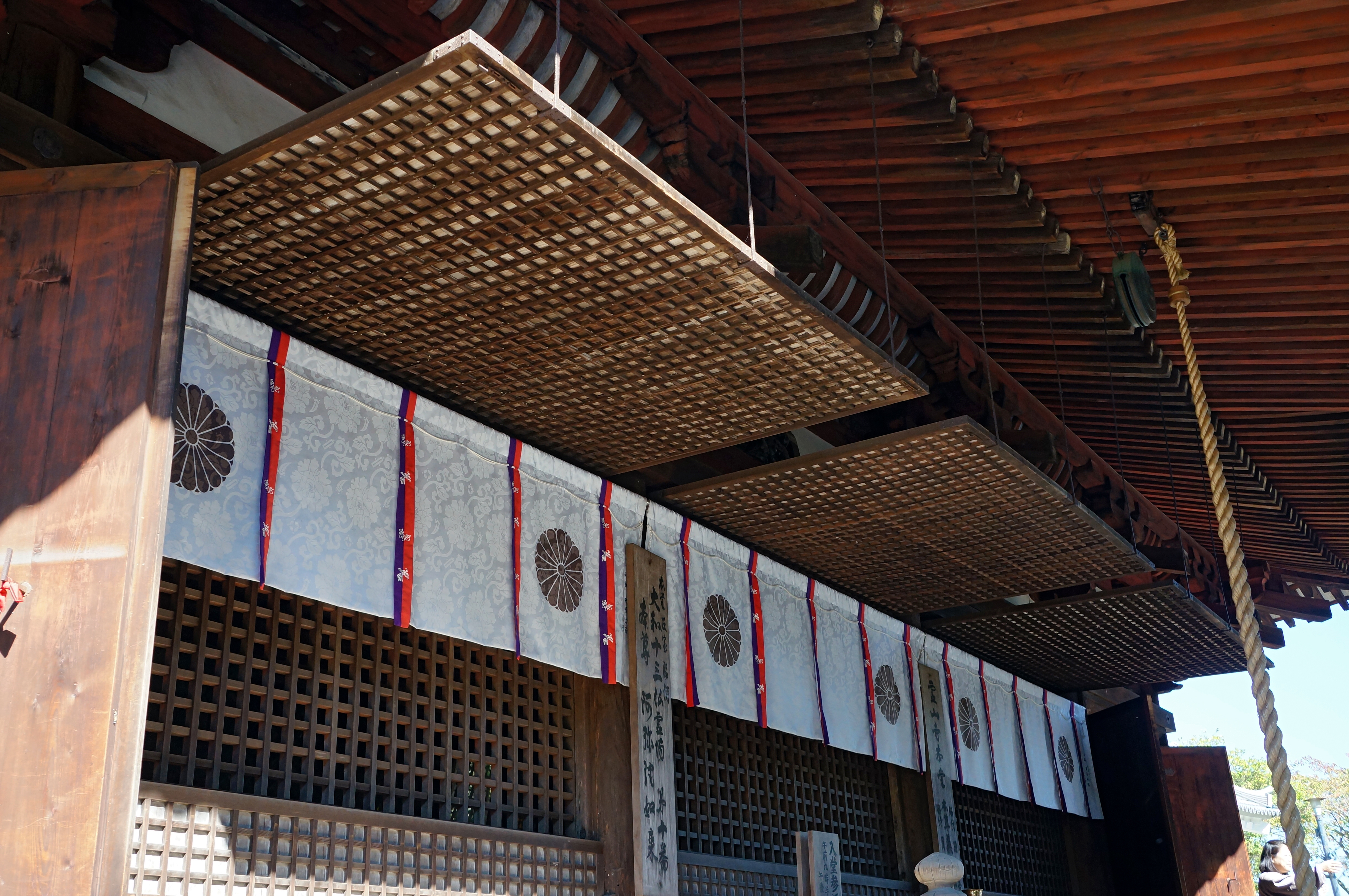
霊山寺本堂の蔀戸